# Anthoceros capricornii
Anthoceros capricornii là một loài rêu trong họ Anthocerotaceae. Loài này được D. Cargill & G.A.M. Scott mô tả khoa học đầu tiên năm 1997.